# Josef Vondroušek
Josef Vondroušek (1. prosince 1904 Brno – 6. prosince 1995 Brno) byl český bankovní úředník a esperantista.

## Esperantská činnost
Josef Vondroušek se v 28 letech stal tajemníkem Klubu esperantistů v Brně, později byl dlouhá léta jeho předsedou. Zasloužil se o pravidelné klubové přednášky, koncerty, kurzy, vydával cyklostylovaný zpravodaj, kterým informoval členy o esperantském hnutí. Pro Letní esperantský tábor v Lančově u Vranovské přehrady napsal učebnici dějin esperanta a esperantské literatury. Sám k literatuře přispěl četnými překlady, převážně humoristického zaměření (Čapkové, Jirotka, Švandrlík, Šmíd). Měl lehký styl v písemném i mluveném projevu, byl vynikající řečník. Stal se čestným členem Světového esperantského svazu v Rotterdamu, Českého esperantského svazu a čestným předsedou Klubu esperantistů v Brně.

## Dílo
- Historio kaj biografioj (Historie a stručné biografie, 1977)
- Historie a spisovatelé (totéž česky, 1984)
- Historio kaj literaturo de Esperanto (doplněné vydání - 1989)
- O překládání (nedatovaný rukopis)
- Historio de Esperantista klubo en Brno (Historie Klubu esperantistů v Brně, nedatovaný rukopis)

## Překlady nebeletristické
- Václav Chaloupecký: Karolo la IV-a kaj Bohemio (Karel IV a Čechy, rukopis)
- Zdenko Křimský: Sociologia esploro de sintenoj al Esperanto (Sociologický průzkum postojů k esperantu, Praha 1981)

## Překlady beletrie
- E.F.Burian: Teatraĵo pri Dorota (Hra o Dorotě, brněnské loutkové divadlo Radost zvítězilo tímto esperantským představením na soutěži v Záhřebu)
- Karel Čapek: Afero Makropulos (Věc Makropulos, rukopis)
- Karel a Josef Čapek: El vivo de insektoj (Ze života hmyzu, rukopis)
- Karel Čapek: Naŭ fabeloj (Devatero pohádek - rukopis)
- Karel Čapek: Italaj leteroj, Anglaj leteroj, Ekskurso en Hispanion (Italské listy, Anglické listy, Výlet do Španěl - rukopis)
- Karel Čapek: Hordubal, Meteroro, Ordinara vivo (Hordubal, Povětroň, Obyčejný život- rukopis)
- Karel Čapek: Libro de apokrifoj (Kniha apokryfů, Praha 1970)
- Karel Čapek: Rakontoj de la unua poŝo kaj Rakontoj de la dua poŝo (Povídky z jedné kapsy a Povídky z druhé kapsy, Praha 1981)
- Karel Čapek: Milito kontraŭ Salamandroj, (Válka s Mloky, KAVA-PECH, 1994)
- Karel Čapek: Malgranda antologieto, (Malá čítanka, Praha 1987)
- Svatopluk Čech: Primoloj (Petrklíče, rukopis)
- A.P.Cxehxov: Urso (Medvěd, rukopis)
- Viktor Dyk: Ondro kaj drako (Ondra a drak, Třebíč 1985)
- Jarmila Hašková: El la notlibro de sankta Petro (Z deníku sv. Petra- rukopis)
- Václav Havel: Aŭdienco (Audience, KAVA-PECH 1996, hráno na Světovém kongresu esperanta v Praze roku 1996)
- Alois Jirásek: Malnovaj ĉeĥaj mitoj (Staré pověsti české, rukopis)
- Zdeněk Jirotka: Saturnin (Saturnin, rukopis)
- Propra biografio de Karolo la IV-a (Vlastní životopis Karla IV., KAVA-PECH 1995)
- František Kožík: Super valoj mateniĝas (Na dolinách svítá - rukopis)
- Božena Němcová: Princido Bajaja, Punita orgojlo (Princ Bajaj, Potrestaná pýcha, rukopis)
- Vítězslav Nezval: El mia vivo, (Z mého života, Třebíč 1985)
- Karel Schulz: Ŝtono kaj doloro' (Kámen a bolest, rukopis)
- Jan Šmíd: Puraj ĝojoj de mia vivo (Čisté radosti mého života - rukopis)
- Miloslav Švandrlík: Edzinigebla knabino (Dívka na vdávání, rukopis)
- Miloslav Švandrlík: Marlupo kaj gaja vidvino (Mořský vlk a veselá vdova, rukopis)
- Miloslav Švandrlík: Zorgoj de kronitaj kapoj (Starosti korunovaných hlav, rukopios)
- Miloslav Švandrlík: Honestan mastrinon mi serĉas (Hledám počestnou hospodyni, rukopis)
- Eduard Valenta: Tra la mondo nenial kaj por nenio (Světem pro nic a za nic, rukopis)